# Barong tagalog

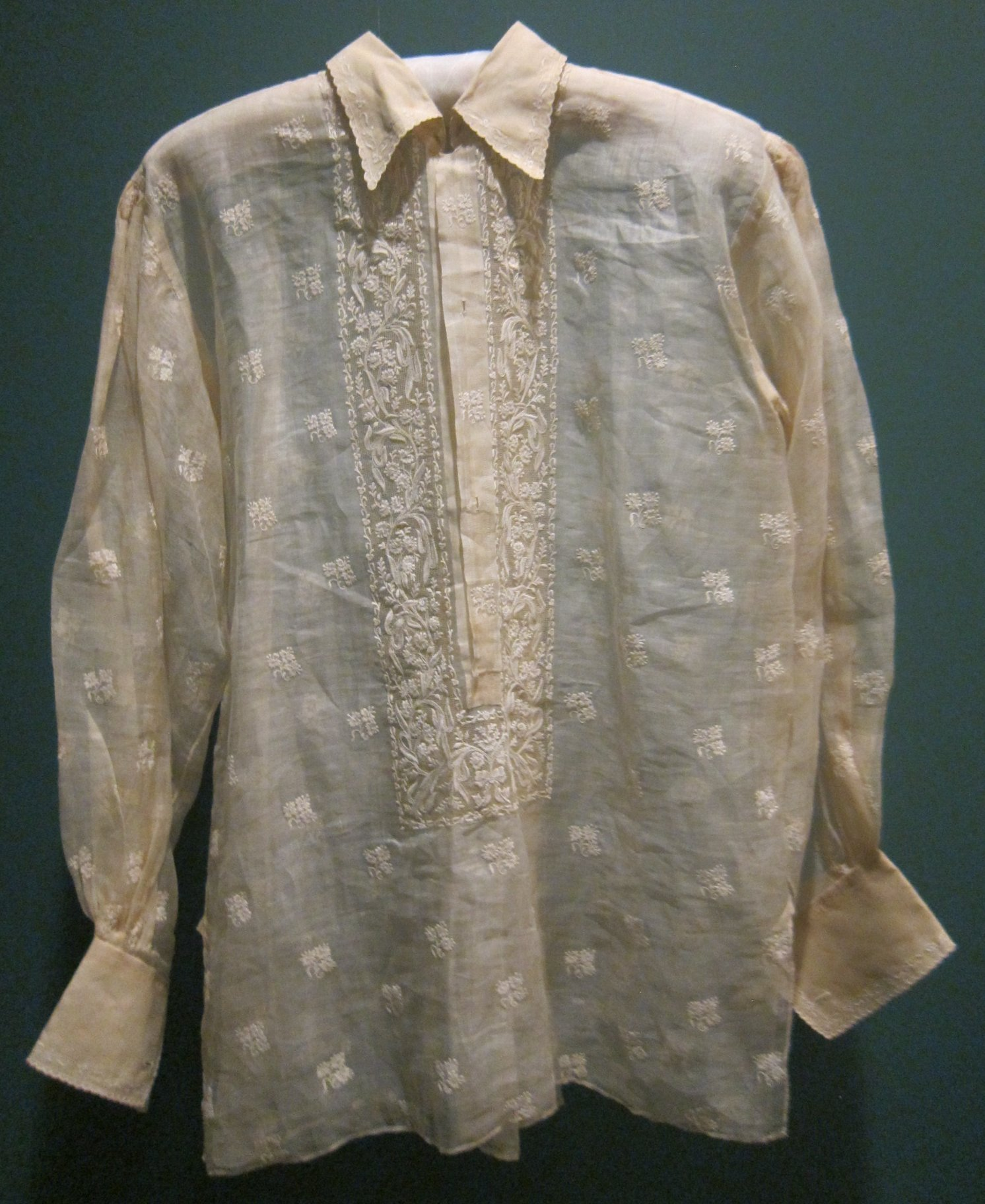
Barong tagalog de finales del s. XIX. La tela es fibra de piña. Obsérvese los dos tipos de bordado tradicionales: pechera (bordado rectangular a lo largo del pecho) y sabog (motivos florales 'dispersos' por la camisa) bordado, desde el Museo de Arte de Honolulu

El barong tagalog (en tagalo, 'prenda tagala'), comúnmente conocido solo como barong o baro, es una camisa formal para hombres de manga larga y tela bordada transparente. Se considera una vestimenta nacional en Filipinas. El barong tagalog surge fruto del mestizaje entre la ropa filipina nativa precolonial y de la española. La tela translúcida, llamada nipis, se teje a partir de fibra de piña o abacá; aunque en la actualidad también se utilizan materiales más económicos como la seda, el ramio o el poliéster. Se usa sobre todo en ocasiones especiales.
Es un atuendo formal o semiformal común en la cultura filipina, y normalmente se viste desabrochado sobre una camiseta. Por ello, antiguamente en el español filipino fue conocido como «camisa fuera». El equivalente femenino del narong tagalog es el baro't saya, cuya variante más formal es el traje de mestiza.

## Etimología
Frecuentemente, barong tagalog se abrevia en filipino moderno a barong, aunque esto es gramaticalmente incorrecto pues no es una palabra que pueda tenerse por sí sola; Contiene el sufijo enclítico -ng que indica que es modificado por o modifica la siguiente palabra. La raíz de la palabra barong es la palabra tagalo baro, que significa 'atuendo', 'ropa'. No se escribe con mayúscula.
La segunda parte, tagalog, da a entender que es una vestimenta exclusiva del pueblo tagalo, pero también se ha extendido y es común a otros grupos étnicos filipinos. 
Tanto el barong tagalog, como el baro't saya, eran usados los habitantes de las tierras bajas cristianizadas de las Filipinas españolas. El nombre se acuñó para distinguir la vestimenta nativa de la vestimenta traída por los europeos.

## Descripción

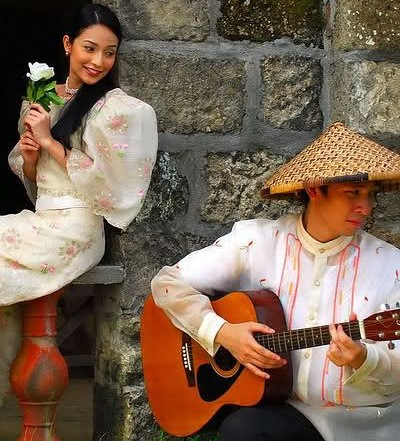
Barong tagalog usado con un salakot. La mujer viste un terno.

El nipis, la tela del barong, es ligera pero rígida y a base de fibras de hoja de piña o abacá. Cuando se usan telas transparentes, se usa sobre una camiseta interior conocida como «camisón» o «camiseta», que puede tener mangas cortas o largas. El término «camisa de chino» también se usa para las camisas sin cuello y sin puños, y recibe su nombre de su parecido con las camisas que usan los culíes (trabajadores chinos). Junto con el barong y la camiseta interior, se usan unos pantalones con cinturón y unos zapatos elegantes. A menudo se incluye un sombrero salakot o buntal (e históricamente también sombreros de copa o bombines). El conjunto mezcla elementos tradicionales nativos y españoles.

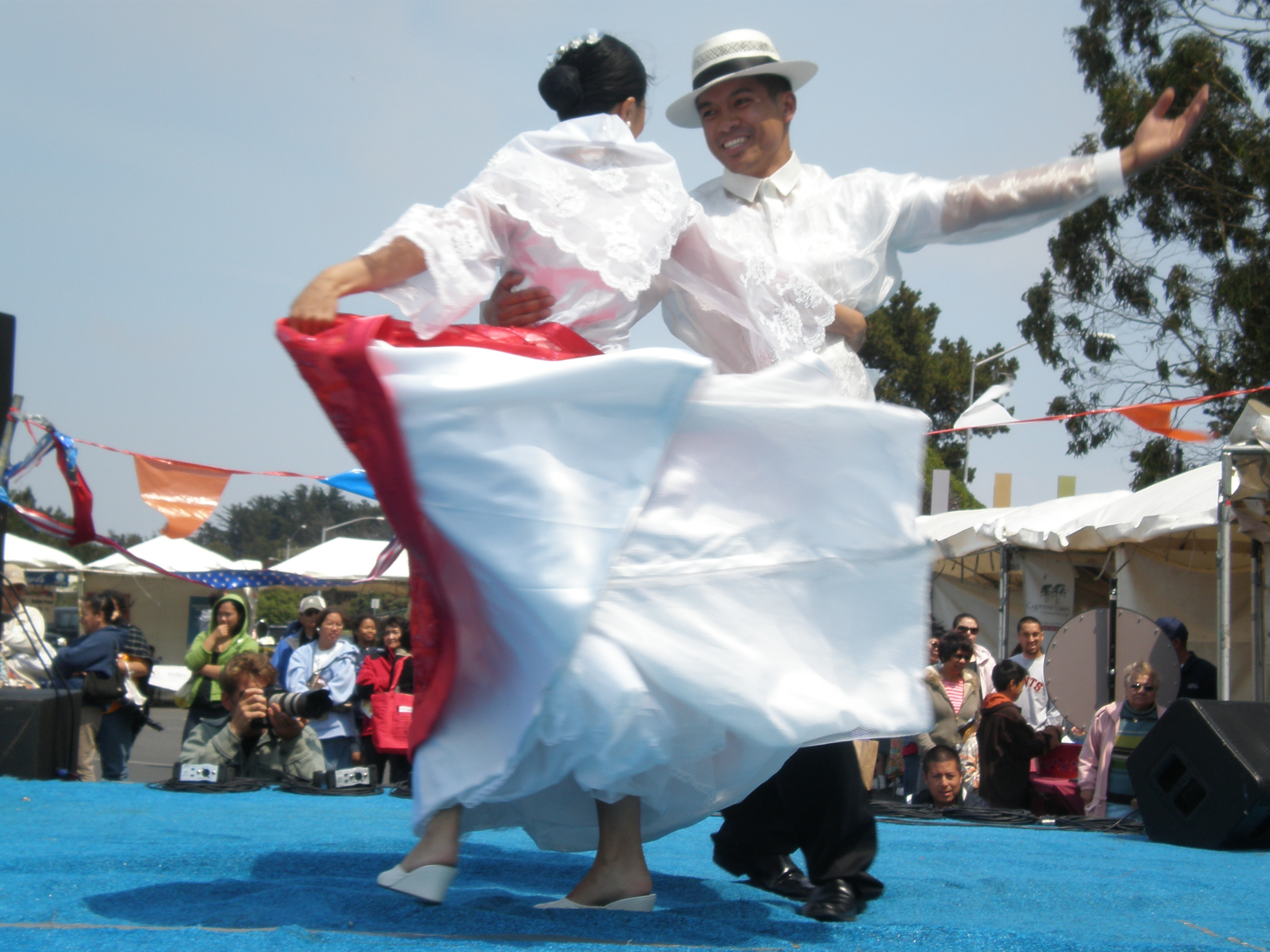
Bailarines (él con barong tagalog y buntal. Ella con traje de mestiza) interpretando una jota cagayana

El barong tagalog puede variar considerablemente en términos de diseño y material utilizado, pero todos comparten ciertas características: tela bordada, con mangas largas, botones hasta la mitad o del pecho para abajo, y la ausencia de bolsillos. También se usan holgadamente y tienen aberturas en ambos lados. El material de la tela depende de la clase social del usuario y la formalidad de la ocasión. El tagalog barong, hecho de un material fino y puro, como los nipis, lo usaban principalmente las clases altas o se usaba para ocasiones festivas; mientras que el tagalog barong hecho de materiales opacos más baratos como el algodón o el sinamay fue utilizado por las clases más bajas o para el uso diario. La calidad del material y la complejidad del bordado eran a menudo signos del estatus del portador.
Los bordados se ubican en una sección rectangular del pecho (pechera), o bien sobre toda la camisa (sabog, del tagalo 'dispersos'). Las técnicas comunes de bordado son calado y doble-calado (deshilado), encajes de bolilio (encaje veneciano) y sombrado (bordado de sombra). También pueden tener otros tipos de ornamentación, como alforza (pliegues), suksuk (tramado flotante), e incluso los diseños pintados a mano.
Ocasionalmente, las mujeres usan versiones feminizadas, ya sea como una declaración de moda igualitaria o de alta costura; o como una forma de vestimenta de empoderamiento usada por las  mujeres políticas (como Corazón Aquino durante su presidencia). Sin embargo, la contraparte femenina directa del barong tagalog es el baro't saya (o versiones más formales como el traje de mestiza y el terno), y ambos comparten los mismos orígenes precoloniales.

## Historia

### Época prehispánica

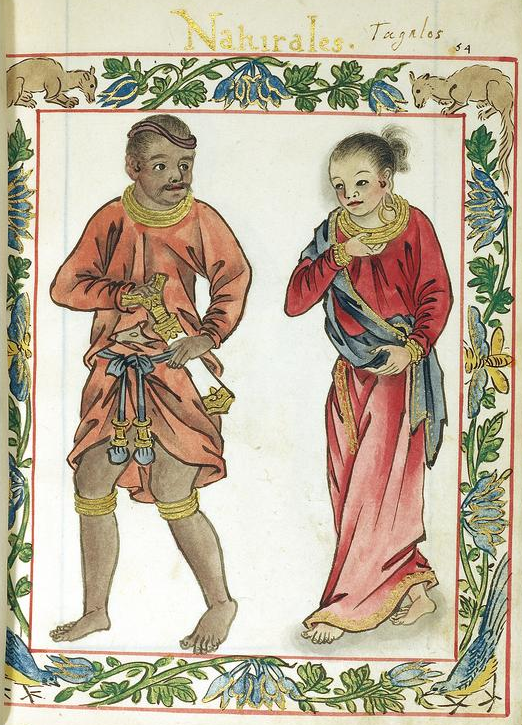
Representación en el Códice Boxer (1590) de la nobleza tagala (maginoo)

El barong tagalog se originó a partir del baro tagalo (literalmente 'camisa' o 'ropa', también conocido como barú o bayú en otros idiomas filipinos), una camisa o chaqueta simple sin cuello con mangas largas ajustadas que usan tanto hombres como mujeres en la mayoría de los grupos étnicos en las Filipinas precoloniales. Éstos se fabricaban con tela áspera similar al lino, tejida con fibra de abacá, o bien de telas importadas como seda, algodón o ceiba. Este tipo de camiseta era conocida por los españoles como canga o chamerreta. Entre los hombres tagalos, comúnmente se emparejaban con un rectángulo de tela ricamente decorada conocida como salaual o salawal que se usaba hasta la rodilla y se recogía en el medio como un dhoti; mientras que en las mujeres, el baro se combinaba con una falda envuelta conocida como tapis.
El baro cae hasta poco más abajo de la cintura. Sin embargo, en las Islas Bisayas, además del baro (que tenía mangas más cortas) y las combinaciones de salauales, los hombres también usaban variantes coloridas en forma de túnica (marlota en antiguo español) y abrigo (baquero) que podían extenderse hasta muy por debajo de las rodillas. A veces se ceñían a la altura de la cintura. Entre los tagalos, los tintes rojos y los adornos dorados eran indicativos de pertenecer a la nobleza maginoo o de la casta guerrera maharlika. El diseño original del baro fue influenciado por el comercio y el contacto con las regiones vecinas, siendo la influencia más notable la kurta de Asia meridional.

### Época española

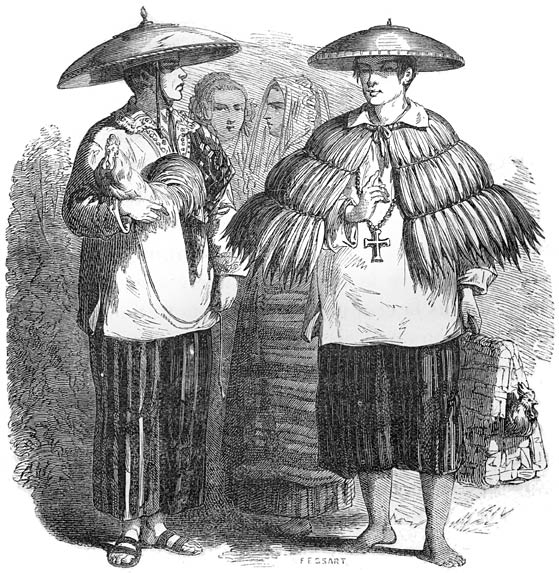
La vestimenta completa tradicional del tagalo común (clase trabajadora) durante la época colonial española: un barong tagalog, un vestido anajao (un tipo de impermeable indígeno en forma de esclavina) encima, y un sombrero salakot (dibujo de 1855)

Los primeros registros de ropa en las Filipinas durante la época española desde los siglos XVI al XVIII fueron limitados, por lo que la evolución exacta del baro precolonial al barong tagalog moderno no puede establecerse con precisión. Sin embargo, según las ilustraciones y los relatos escritos, el baro todavía lo usaban en gran parte los plebeyos durante este período. En su mayoría eran idénticos al baro precolonial, por lo que carecían de los cuellos, botones y bordados de los estilos posteriores, y estaban hechos de textiles opacos, similares al lino pero a base de abacá. El modisto José "Pitoy" Moreno planteó la hipótesis de que este estilo de camisa de transición fue la conocida posteriormente como «camisa de chino», lo que la convierte en una precursora del tagalog barong. Las representaciones del siglo XVIII de la principalía (clase alta filipina de nativos y mestizos) muestran que siempre vestían ropa de estilo europeo.

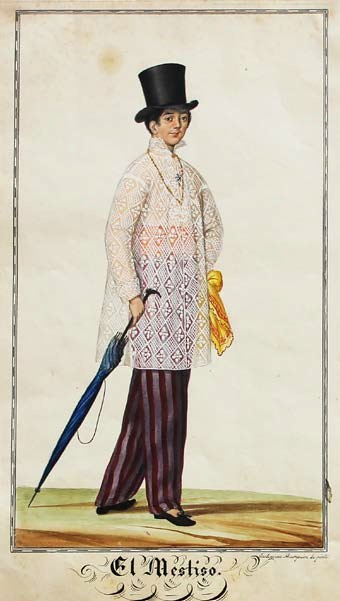
Barong mahaba con cuello de gorguera representado en El Mestiso por Justiniano Asunción (1841)

El primer precursor del baro que ganó popularidad entre las élites locales y mestizas fue el barong mahaba (lit. 'baro largo'), que se hizo prominente a partir de la década de 1820. Éstos eran mucho más largos que el barong tagalog moderno, llegando hasta un poco por encima de las rodillas. Eran comúnmente rayados, con colores llamativos como azul, rojo o verde. Sin embargo, ya mostraban características del barong tagalog moderno: estaba hecho con nipis, era holgado y bordado, tenía mangas largas y aberturas los lados. Sin embargo, carecía de botones. Los primeros ejemplos de barong mahaba por lo general tenían cuellos altos o incluso gorgueras de estilo isabelino, con finas corbatas. El barong mahaba fue usado junto con unos coloridos pantalones de corte recto, patrones rayados, de damas o escoceses, y hechos de telas importadas como cambaya, rayadillo, y guingón. El conjunto se completaba con un sombrero de copa y unos zapatos sin cordones llamados «corchos», hechos de terciopelo o cuero bordado. Si bien el barong mahaba generalmente se usaba suelto, a veces se ceñía mediante una cuerda de seda a través de tres aberturas alrededor de la cintura, ya sea por encima o por debajo de la camisa. La tela transparente utilizada requería el uso de una camiseta interior, conocida como camisón o camiseta, que también era usada sola por los plebeyos.
En la década de 1840, el barong mahaba pasó de moda, y evolucionó a lo que hoy se conoce como el barong tagalog «clásico», siendo mucho más corto y con cuellos doblados menos ostentosos, pero manteniendo la tela pura y otras características del baro. También fueron usados con sombreros más pequeños como el bombín (sombrero hongo) o el buntal. Inicialmente se combinaron con pantalones holgados, que gradualmente se ajustaron a las dimensiones de los pantalones modernos de finales del siglo XIX. Los colores del barong tagalog también se volvieron más apagados y monocromáticos, en contraste con los coloridos conjuntos de barong mahaba de décadas anteriores. De mediados del siglo en adelante, el barong tagalo solía ser blanco y negro, azul y blanco o completamente blanco. El baro usado por los plebeyos también favorecía los colores más oscuros como el marrón o el azul, generalmente combinados con pantalones de seda blancos.

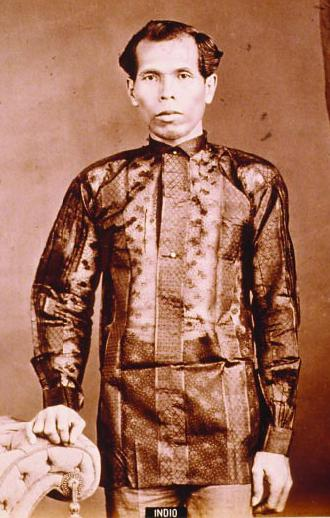
Filipino con barong tagalog oscuro (1870, de las colecciones de la Biblioteca Nacional de España)

Este tipo de barong tagalog eran comunes entre los trabajadores y empresarios del gobierno, generalmente sobre una chaqueta. Los nativos y mestizos también usaban baros para eventos festivos o para acudir a misa. Sin embargo, los trajes de estilo occidental se hicieron más populares entre los estudiantes de la floreciente y educada clase ilustrada.
Una variante popular del barong tagalog durante este período fue el baro cerrada, llamado así por su cuello cerrado. Hecho de tela opaca (blanca o de colores oscuros), se combinaba con pantalones blancos. Este estilo de baro siguió siendo popular hasta principios del siglo XX.
Una creencia comúnmente repetida pero falsa es que los colonizadores españoles hicieron que los nativos usaran su barong tagalog con los faldones de la camisa colgando para distinguirlos de la clase dominante; su tela translúcida supuestamente mostraba que el usuario no ocultaba un arma debajo. No hay registros históricos de esto en ningún momento desde el siglo XVI hasta finales del siglo XIX. Ninguna reglamentación exigía el uso de materiales transparentes ni prohibía usar camisas de hombre por dentro. Los baros siempre se usaban desabrochados, incluso en el período precolonial; y hasta el siglo XIX, no se fabricaron con tejido nipis translúcido.
Si bien el estilo y los textiles usados por las diferentes clases variaron durante el período colonial español, esto se debió a la moda, la riqueza y la distinción de clases, más que a la ley. La mayoría de los plebeyos durante el período colonial vestían baros hechos de textiles opacos por ser más baratos y más duraderos, mientras que las costosas telas nipis translúcidas eran usadas principalmente por las clases altas. Los nativos (llamados indios) descendientes de la nobleza precolonial y los mestizos (tanto «mestizos de español» como «mestizos de sangley») también formaban parte de las clases altas aristocráticas (la «principalía») y no se limitaba solo a los europeos.
Indios y mestizos, sin importar su clase, vestían barong tagalog y ropas de estilo europeo dependiendo de lo que pudieran pagar y de lo que estuvieran de moda en ese momento. Sin embargo, el uso de barong tagalog tenía connotaciones raciales, ya que la mayoría de las personas de ascendencia europea no mezclada (los peninsulares, que eran españoles de la península ibérica, los insulares, que eran españoles «puros» nacidos en Filipinas, y los criollos, españoles americanos) conservaron sus propios estilos de vestimenta e ignoraron en gran medida las modas nativas.

### Era colonial americana

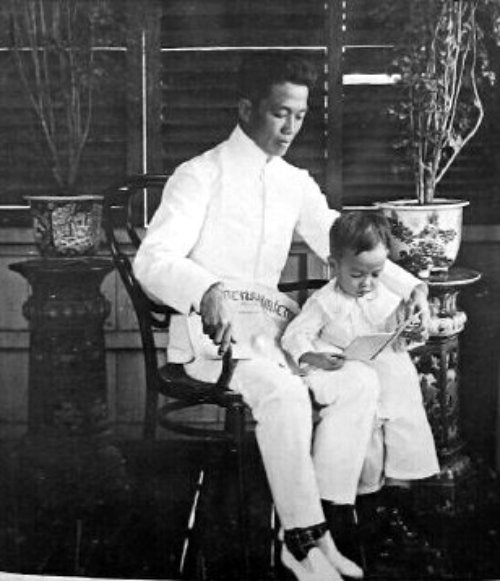
Emilio Aguinaldo, en un baro cerrado, con su hijo (1906)

La popularidad del barong tagalog disminuyó aún más durante el período colonial estadounidense. En las actividades más formales, el barong fue reemplazado por el suit and tie, conocidos como americana en Filipinas, y por esmóquines, llamados tuxedos. Ambos de origen estadounidense. Por contra, las mujeres mantuvieron el uso del terno, una versión modernizada y unificada del baro't saya, que luego se asoció con las sufragistas. Sin embargo, el baro cerrado siguió siendo popular como ropa informal de ocio.
El llamado Commonwealth Barong Tagalog, fue una versión popular de la época, usado por el presidente Manuel Quezón, que presentaba bordados de las banderas de la Manomunidad Filipina y los Estados Unidos. Sin embargo, aparte de esto, Quezon vestía principalmente ropa formal de estilo estadounidense y no promocionaba el barong tagalog.

### Época moderna

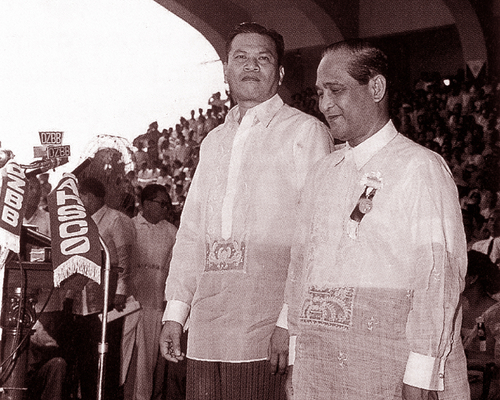
Ramon Magsaysay y su (eventual) sucesor, el vicepresidente Carlos P. García, en su toma de posesión el 30 de diciembre de 1953

Tras la independencia de Filipinas, el 4 de julio de 1946, la americana o traje y corbata continuó siendo la prenda formal dominante, usada por los presidentes Manuel Roxas y Elpidio Quirino. En 1953, sin embargo, el presidente Ramón Magsaysay ganó las elecciones por ser «un hombre de masas». Vistió intencionalmente un barong tagalog el día de su nombramiento. La prensa resaltó el barong tagalog de Magsaysay en contraste con la americana que vestía Quirino, como símbolo de la «ruptura» entre las Filipinas independientes y su pasado colonial. Magsaysay usó barong tagalog en la mayoría de las funciones estatales públicas y privadas. Este uso como atuendo formal no tenía precedentes en los tiempos modernos, y su ejemplo fue seguido por otros presidentes filipinos. Durante el mandato de Diosdado Macapagal en los años 1960, el barong ya había recuperado su estatus de vestimenta formal. Ferdinand Marcos, en particular, usó el barong tagalog en casi todas las ocasiones. En 1975, Marcos emitió un decreto para que el barong tagalog, junto con el baro't saya, se convirtieran en el atuendo nacional oficial. Del 5 al 11 de junio también se declaró la «Semana del Barong Tagalog».
Tras el decreto de Marcos, el barong tagalog se convirtió en un estándar como prenda de oficina, tanto para los empleados del gobierno como para las empresas privadas, y para uniformes escolares. Entre los años setenta y ochenta, empresas como Philippine Airlines, Ayala Corporation y Allied Bank prescribían el barong tagalog como uniformes. Varias versiones semiformales e informales del barong tagalog se desarrollaron durante este período, incluido el barong de polo de manga corta y el barong de lino. En 1998, el juez de la Corte Suprema Hilario Davide, Jr. ordenó el uso de barong tagalog para todos los empleados del Poder Judicial de Filipinas.
Si bien el barong tagalog ahora se consideraba ropa formal, no ganó popularidad como atuendo de boda para los novios en las Filipinas de la posguerra. En la mayoría de bodas, el novio vestía un traje occidental y la novia un terno. Esta situación, cambió en los años noventa, y muchos prometidos comenzaron a vestir el barong, mientras que las mujeres prefirieron vestidos de novia de estilo occidental.

## Tipos de materiales

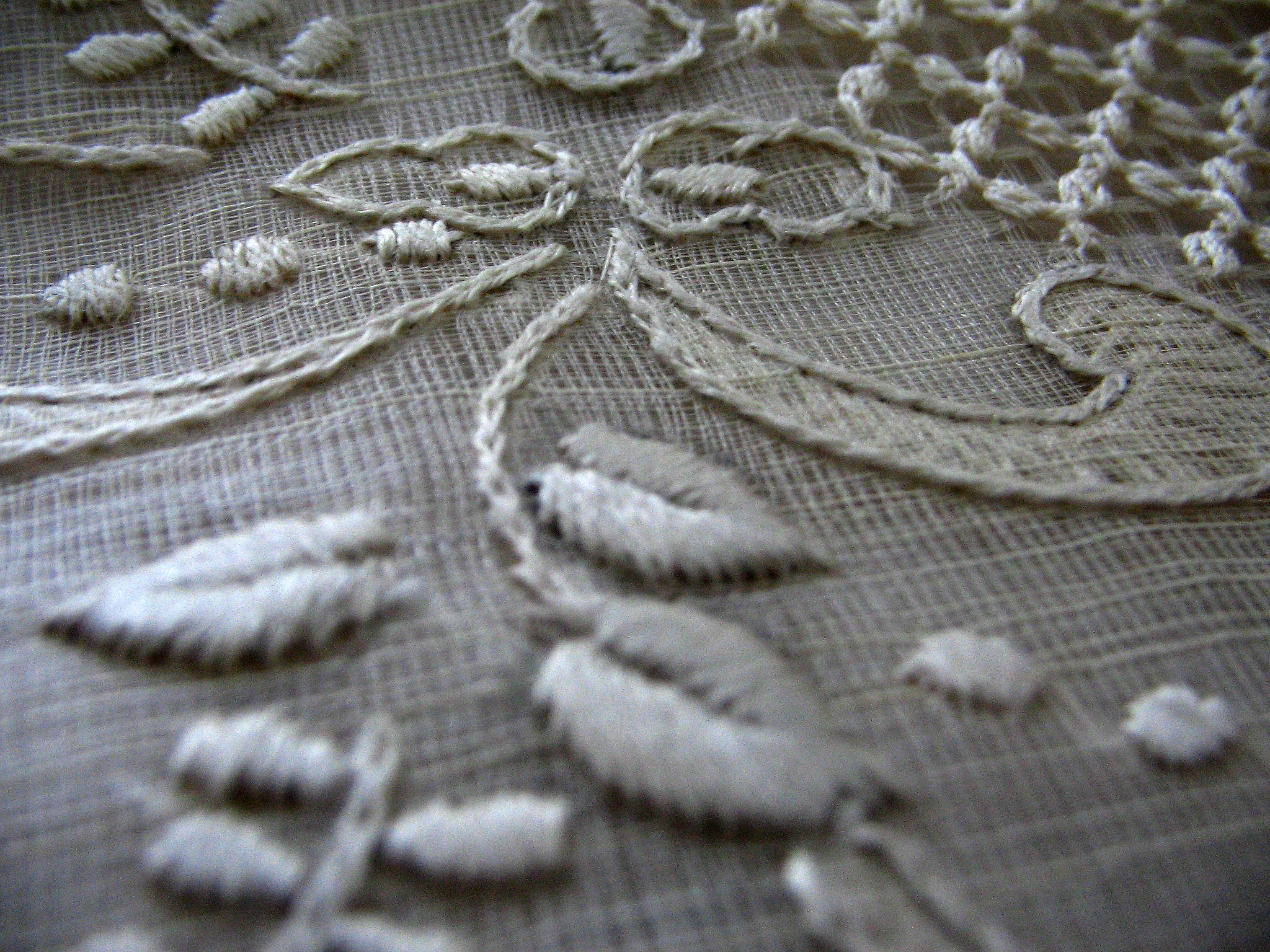
Detalle del bordado de un tagalog barong

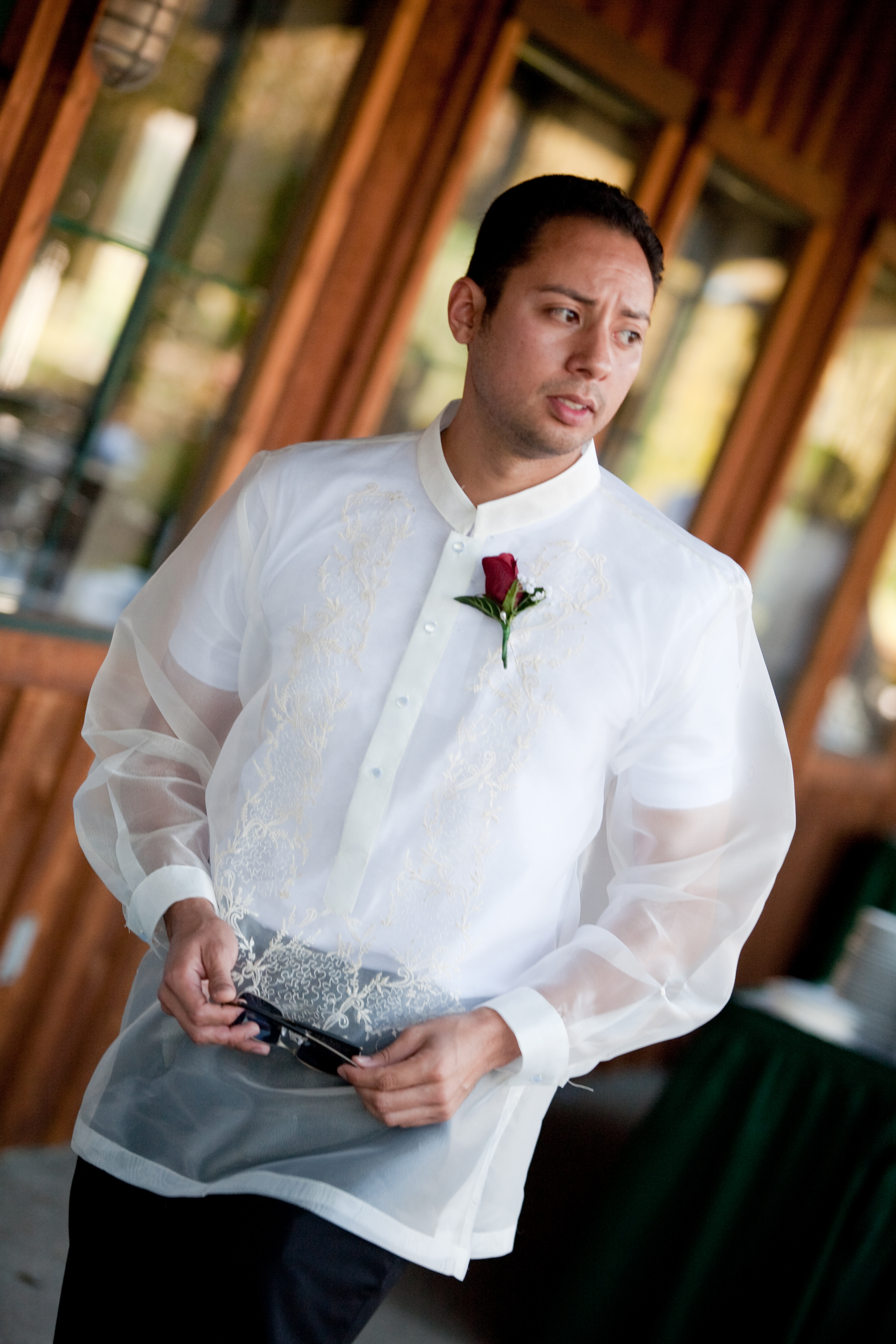
Un barong tagalog de organza, típicamente usado para las bodas

Los barongs tagalog de máxima calidad se elaboran con nipis, telas transparentes autóctonas. A veces el tejido puede hacerse de dos materiales diferentes, como algodón y jusi, o seda y piña. Los barongs más informales también pueden utilizar textiles opacos comunes como algodón, lino, poliéster o ramio. Los materiales tradicionales más utilizados son:
- Piña, una tela transparente tradicional tejida a mano a partir de fibras de hojas de piña. Tiene una textura fina y lustrosa similar a la seda y tiene un tinte amarillento natural. Es el material más caro y apreciado para barong tagalog, debido a su dificultad de fabricación, calidad y rareza. Se caracteriza por tener fibras de grosor desigual que le dan al tejido la apariencia de tener rayas.[22][23]
- Piña seda, una tela tradicional que se hace entretejiendo fibras de piña y seda. Por lo general, es menos costosa que la tela hecho exclusivamente con piña, pero es más costoso que otros tipos de material. Se caracteriza por fibras de piña en la trama transversal y fibras de seda en la urdimbre longitudinal. Es un color amarillo más claro que el barong tagalog hecho de pura piña.
- Jusi, una tela transparente tradicional tejida a mano con fibras de abacá. Tiene una textura pulida y un color blanquecino natural. Es menos costoso que la piña, pero aún se considera un material clásico. Tiene tendencia a volverse frágil con el tiempo. También se suele entretejer con seda, algodón u otras fibras. A veces se lo identifica erróneamente como elaborado a partir de fibras de banana.[20] Desde los sesenta en adelante, la mayoría de las telas etiquetadas como jusi son en realidad telas jusilyn y organza. Estos tejidos no son tradicionales, sino sustitutos tejidos mecánicamente en China, y por lo tanto más baratos.[24]
- Piña jusi, similar a la piña seda, entrelaza fibras de piña con fibras de jusi. Es menos costoso que la piña pura, pero es más caro que el jusi puro.[25]
- Pinukpok, una tela tradicional áspera y opaca hecha de fibras de abacá. Es producido principalmente en Bicolandia.[26]
- Sinamay, una tela opaca tradicional hecha de fibras de abacá de tejido suelto. Es más barato que otros materiales de abacá y tiene una textura gruesa.
- Jusilyn, una tela moderna tejida mecánicamente hecha de seda o algodón y poliéster, específicamente hecha para parecerse a la tela jusi. Es menos costoso que el jusi y es más opaco. A diferencia de la piña, tiene fibras de textura uniforme y un color blanquecino, sin los rasgos característicos de la piña o el jusi. A veces se puede pintar químicamente para darle una apariencia más cercana a las telas tradicionales, e incluso se puede vender falsificaciones de jusilyn como piña o piña seda.[27][28]
- Organza, una tela moderna tejida mecánicamente hecha de seda o poliéster, proveniente de China. Tiene una textura pulida y uniforme, aunque puede considerarse demasiado brillante. Es el material más barato utilizado para el tagalog barong formal.

## Variantes
El término barong tagalog se utiliza casi exclusivamente para referirse a la versión formal del barong. Otras variantes de esta prenda son:

### Tradicionales

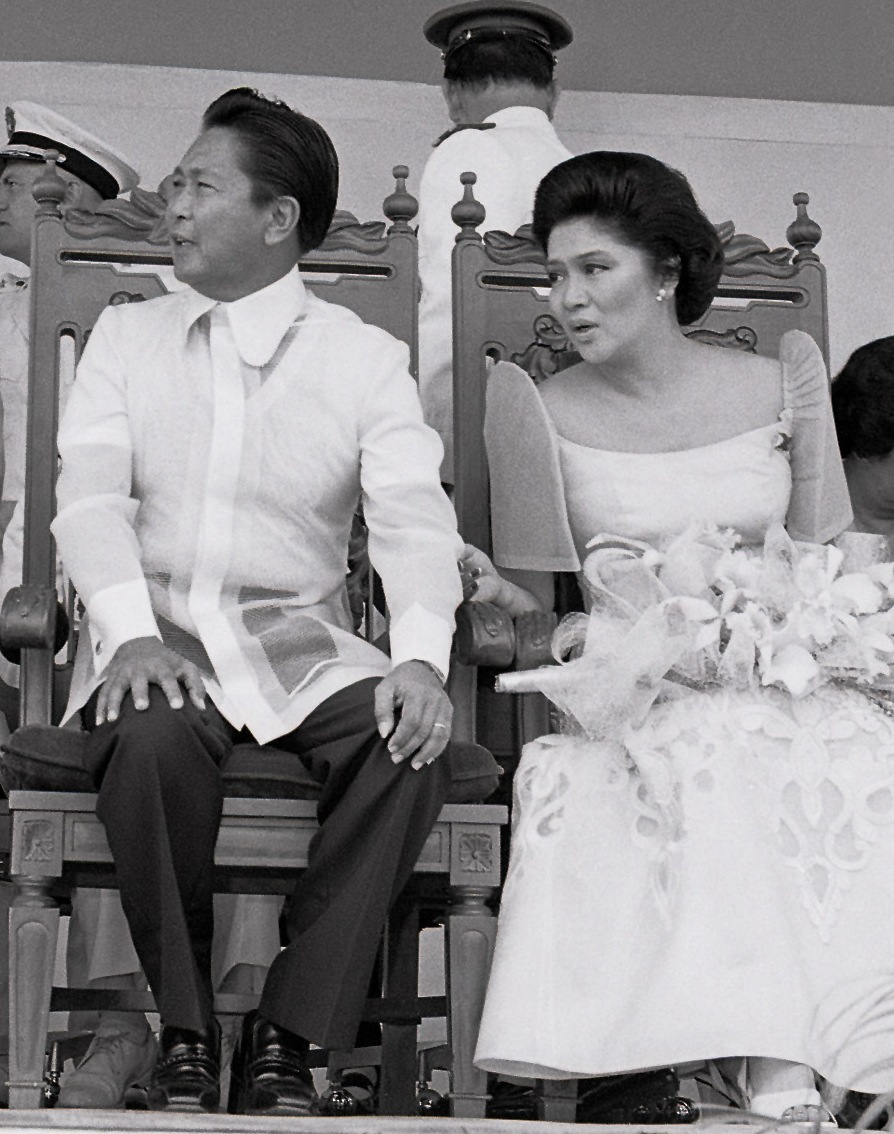
Ferdinand Marcos en un tagalog barong de Pierre Cardin, y su mujer Imelda Marcos en un terno, durante una ceremonia en la Base Aérea de Clark (1979)

- Barong mahaba ('barong largo'), fue popular a principios del siglo XIX. Eran mucho más largos que el barong tagalog moderno, llegando a una longitud ligeramente por encima de la rodilla. Estaban hechos de material transparente (comúnmente con rayas longitudinales) y típicamente se combinaban con pantalones de corte recto con patrones de rayas. Normalmente se usaban holgados, pero a veces se pueden ceñir a la cintura, y podía tener diferentes tipos de cuello, algunos con gorgueras de estilo isabelino.[7]
- Baro cerrada, también conocido como Americana cerrada, es un tipo de tagalog barong que se hizo popular durante la década de 1890 y principios del período colonial estadounidense. El nombre significa 'camisa cerrada' y se refiere a su cuello cerrado. Estaban hechos de tela opaca (que puede ser blanca o colores oscuros) y generalmente se conjuntaban con pantalones blancos. Durante el período estadounidense, se usaban como ropa diaria menos formal, a diferencia de los trajes de estilo estadounidense.
- Pinukpok era una versión más larga en forma de abrigo del barong tagalog de mediados del siglo XIX. Su nombre (literalmente 'machacado') proviene de la tela utilizada, pinukpok, que eran fibras de abacá machacadas manualmente en hebras antes de ser hilados en un tejido opaco rugoso. Fueron usados por funcionarios gubernamentales como tenientes del barrio (líderes del pueblo) y gobernadorcillos (gobernadores municipales) como abrigos.[17] Hoy en día, el nombre también se aplica al tagalog barong opaco formal con cortes convencionales hechos del mismo material abacá.[26]

### Modernas
- El Pierre Cardin barong tagalog es de tipo formal y fue popularizado por el dictador Ferdinand Marcos y diseñado por el diseñador Jean Paul Gaultier de la marca de Pierre Cardin. Presentaba elementos de moda de los setenta, incluido un corte ceñido y estrecho, cuellos de punta rígidos de gran tamaño (a menudo conocidos como «cuello Elvis Presley»), puños y mangas acampanadas. También se usó con pantalones acampanados.[10][22][8][29]
- El Polo barong es una versión de manga corta del barong, a menudo hecha con lino, ramio o algodón. Esta es la versión menos formal del barong y se usa con frecuencia como ropa de oficina para trabajadores de cuello blanco.
- Gusót-mayaman y lino barong son barongs hechos con lino o telas similares como el ramio. El nombre se podría traducir por '[camisa] arrugada de ricos', ya que tiende a arrugarse como papel cuando se usa asiduamente; es también una referencia irónica a como, a pesar de las arrugas, es usado por gente de alto poder adquisitivo. Aun así, se usa como ropa de oficina cotidiana, por lo que se considera menos formal que el tagalog barong.[30][31]
- El shirt-jack barong se corta en estilo shirt-jack, generalmente hechos de poliéster-algodón, lino-algodón y las telas típicas para el gusót-mayaman. Popularizado por los políticos que usan este estilo durante campañas o asignaciones de campo, le da al usuario una apariencia que está en algún lugar entre informal y elegante. Sin embargo, este tipo de camisa se considera inapropiado para ocasiones muy formales como bodas.

## Relación con la guayabera
El barong tagalog es un posible precursor de la guayabera, una camiseta popular en Latinoamérica desde finales del siglo XIX. Es posible que se haya introducido primero en México a través de los galeones entre Manila y Acapulco y se adaptaron para usar telas locales en ausencia de piña o abacá. Una variante tradicional en Yucatán de la guayabera es aún llamada «filipina».

## Galería

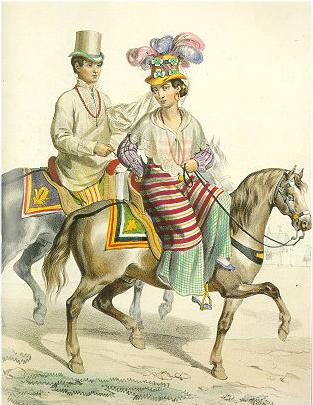
Mestizos en Filipinas vistiendo barong tagalog y baro't saya, por Jean Mallat de Bassilan (1846)
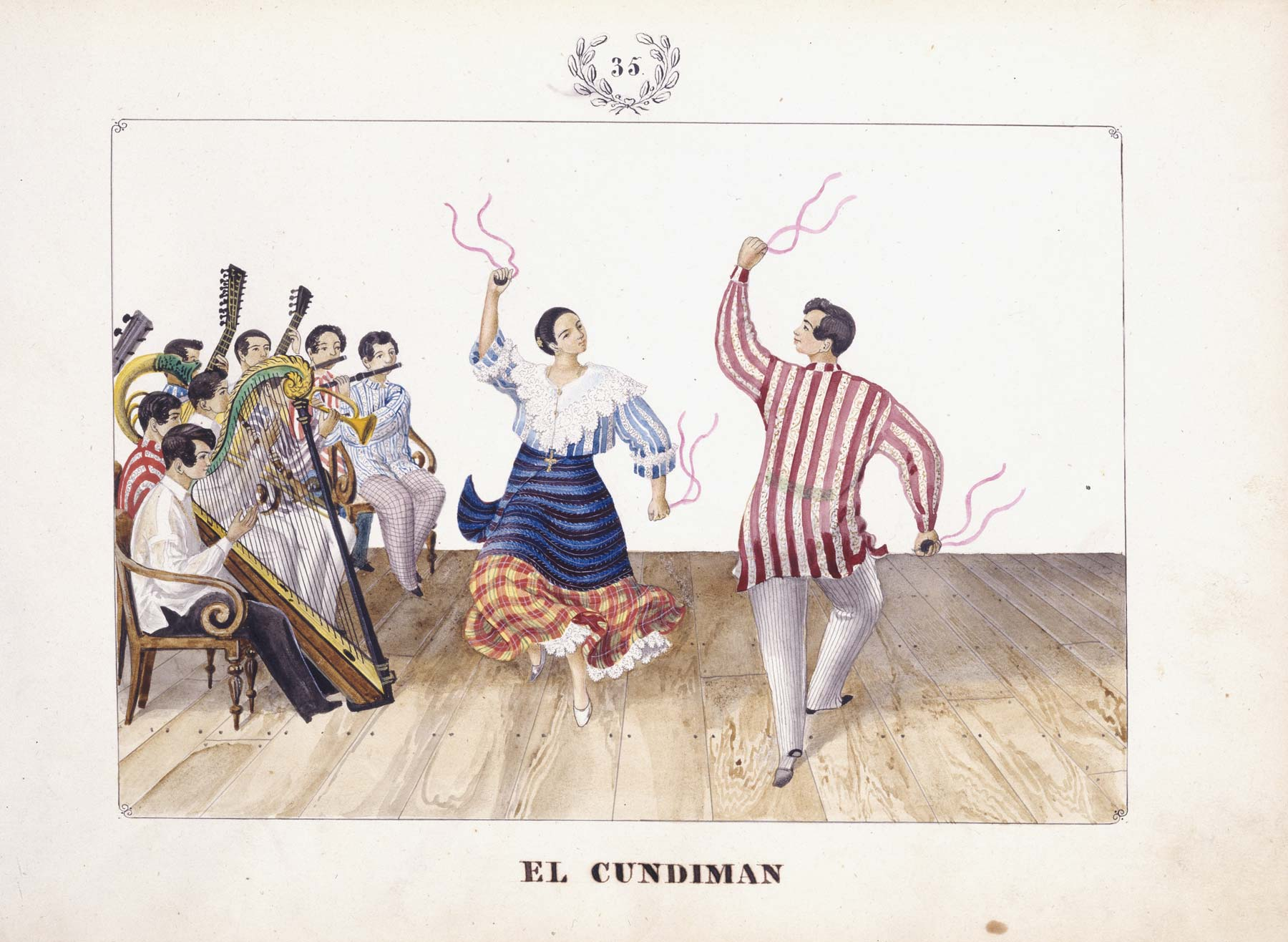
El Cundiman (1847) de José Honorato Lozano. Los bailarines visten barong tagalog y baro't saya a rayas de colores.
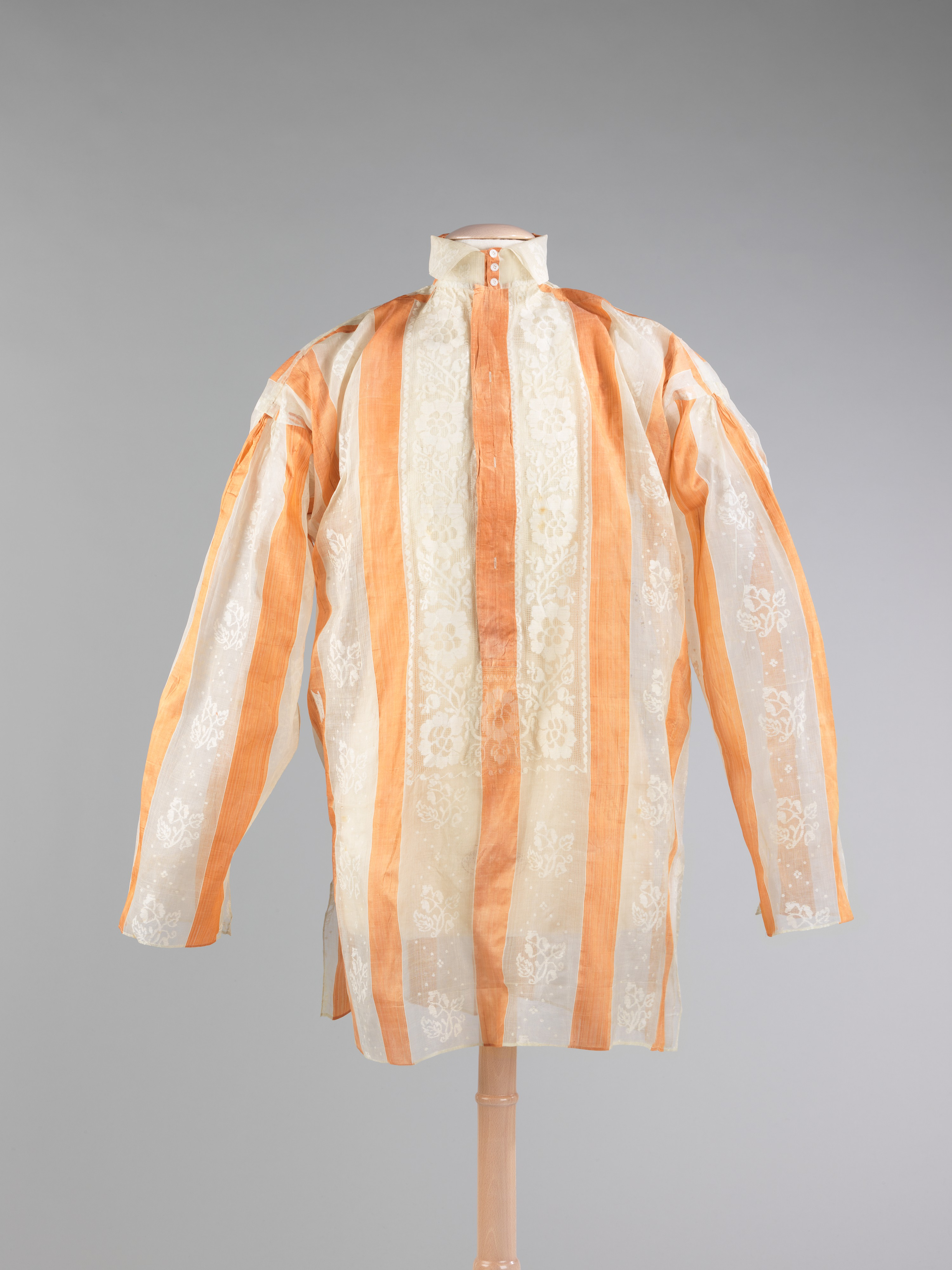
Barong tagalog a rayas hecho de fibra de piña en el Museo Metropolitano de Arte (1850)
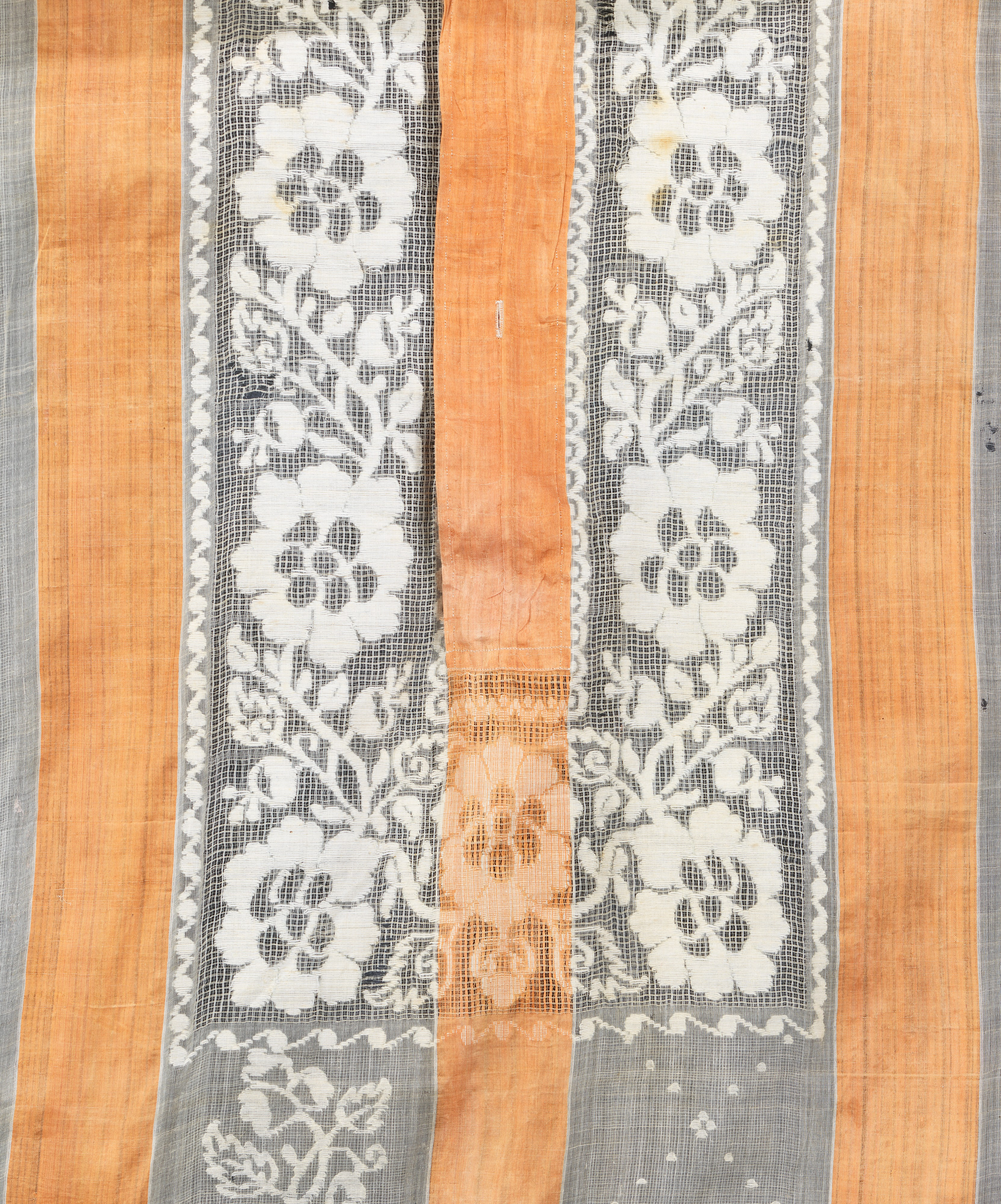
Detalle del bordado calado en la pechera de un barong tagalog. Tela de fibra de piña (1850)
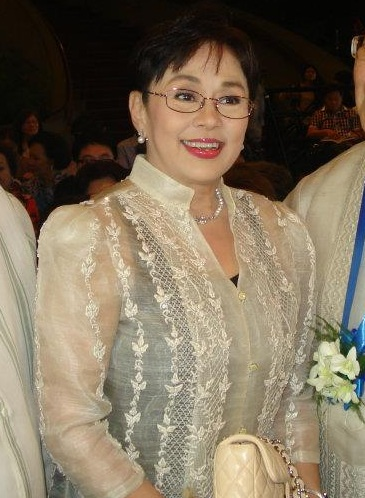
La actriz filipina Vilma Santos en una versión «feminizada» del barong tagalog
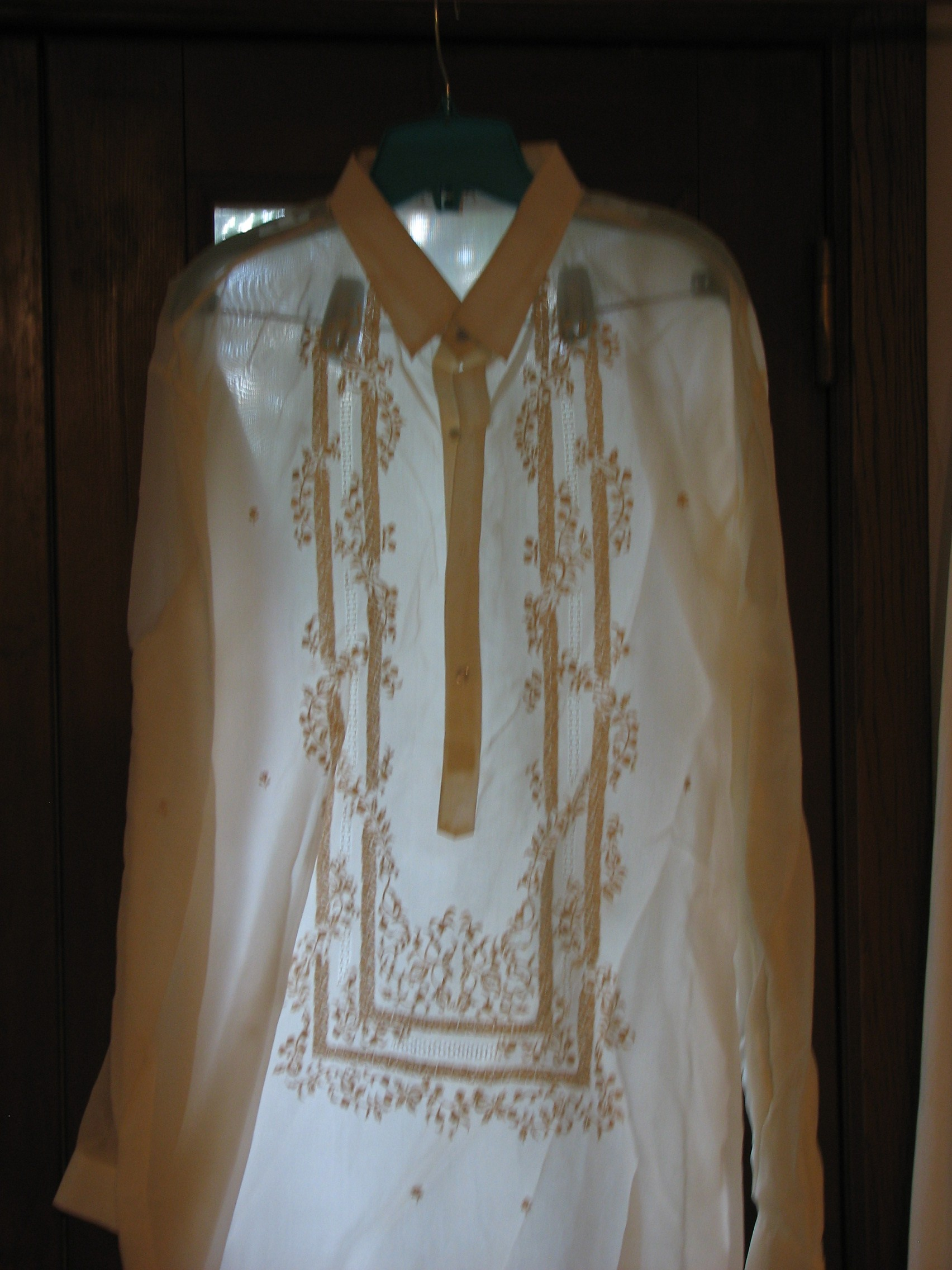
Un tagalog barong colocado a contraluz, mostrando la translucidez de la tela.
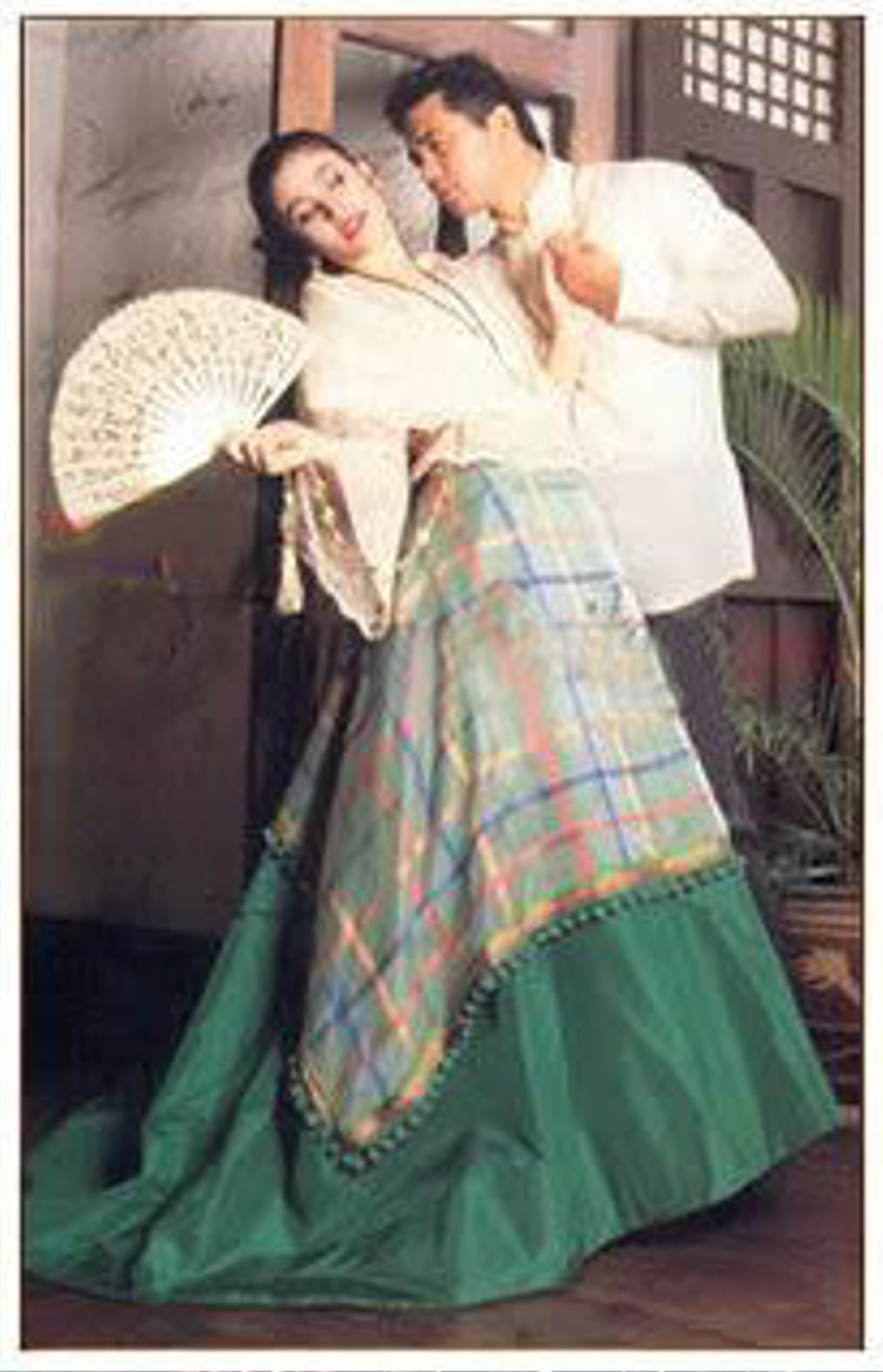
Baro't saya y barong tagalog llevados por los bailarines de Cariñosa
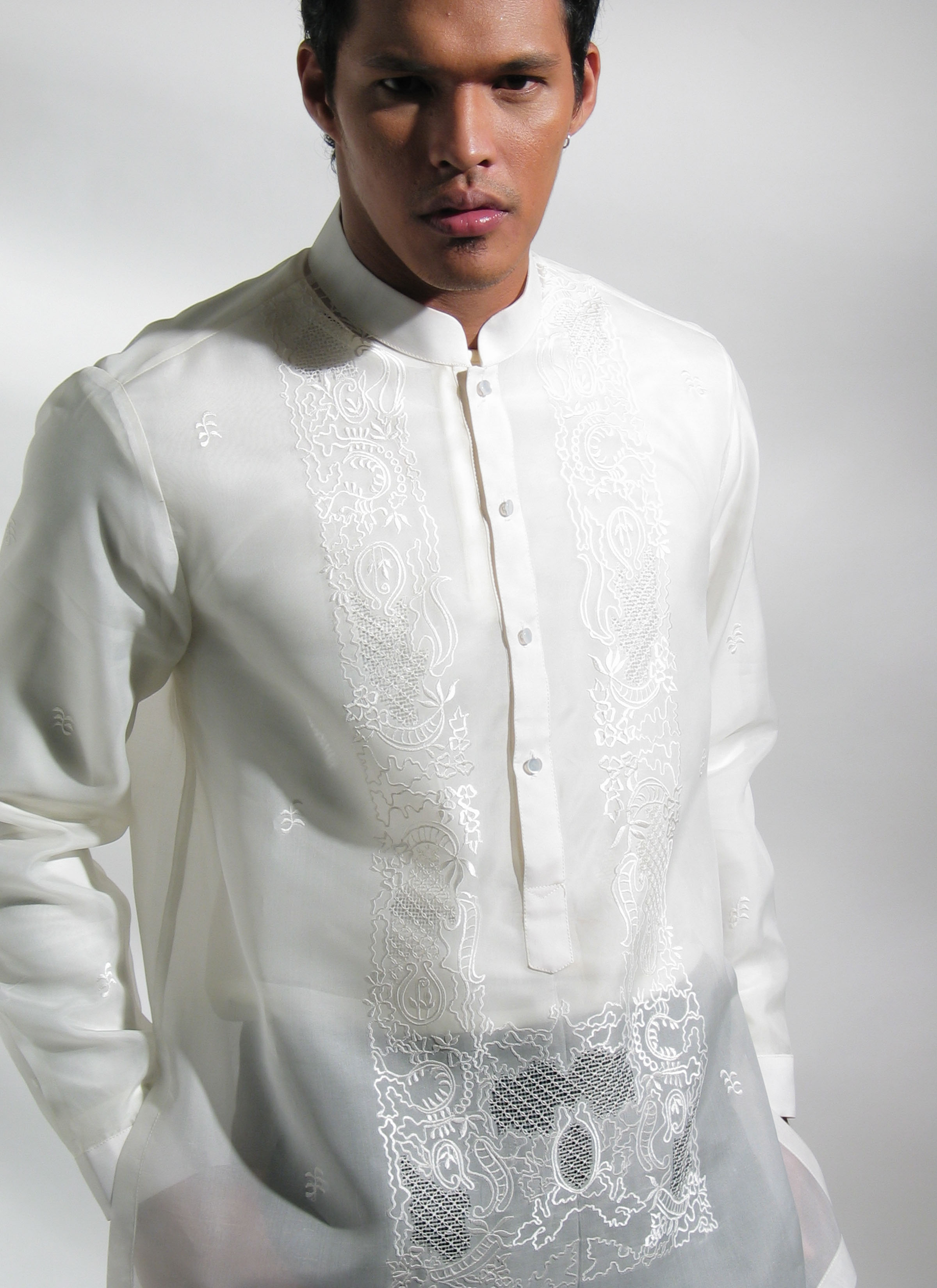
Jusi barong tagalog estilo moderno de jusi barong con cuello de banda